# Třída Sri Ajudhja
Třída Sri Ajudhja byla třída lodí pobřežní obrany Thajského královského námořnictva. Tvořily ji dvě jednotky, postavené pro tehdejší Siam v Japonsku, které patřilo mezi jeho hlavní dodavatele. Obě lodě byly roku 1941 potopeny ve francouzsko-thajské válce. Později byly vyzvednuty, Thonburi byla do června 1959 cvičnou lodí, Sri Ajudhja byla potopena během pokusu o převrat.

## Stavba
Japonská loděnice Kawasaki Shipbuilding Corporation v Kóbe postavila celkem dvě jednotky této třídy, pojmenované Thonburi a Sri Ajudhja. Doručeny byly 16. června a 5. srpna 1938 a do služby byly zařazeny 19. července a 5. října téhož roku.
Jednotky třídy Sri Ajudhja:
| Jméno       | Založení kýlu     | Spuštěna          | Vstup do služby   | Status |
| ----------- | ----------------- | ----------------- | ----------------- | --- |
| Sri Ajudhja | 12. ledna 1936    | 21. července 1937 | 19. července 1938 | V lednu 1941 byla potopena v bitvě u Ko Čangu a později téhož roku vyzvednuta a opravena, opět potopena 1. července 1951 při pokusu o převrat..                           |
| Thonburi    | 24. července 1937 | 31. ledna 1938    | 5. října 1938     | V lednu 1941 byla potopena v bitvě u Ko Čangu a později téhož roku vyzvednuta a částečně opravena, a sloužila jako stacionární cvičná loď až do vyřazení 19. června 1959. |

## Konstrukce

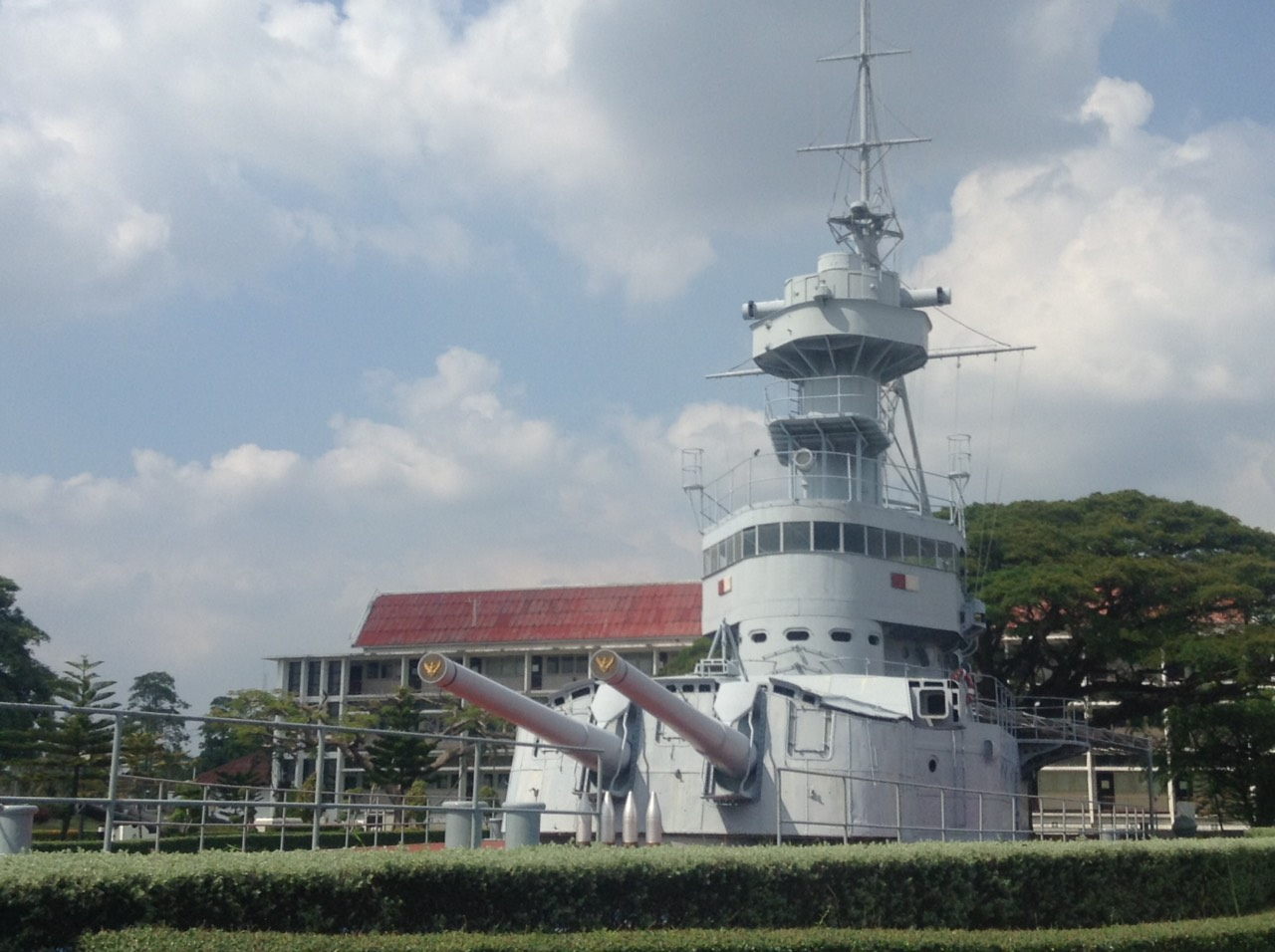
Dochovaná věž a část nástavby Thonburi

Výzbroj plavidel tvořily čtyři 200mm/50 kanóny modelu 1914 v dvoudělových věžích, čtyři protiletadlové 76,2mm/40 kanóny modelu 1914 a čtyři 40mm kanóny. Pohonný systém tvoří dva diesely MAN, každý o výkonu 5200 hp, pohánějící dva lodní šrouby. Nejvyšší rychlost dosahovala 15,8 uzlů. Dosah byl 11 100 námořních mil při rychlosti 12,2 uzlů.

## Operační služba

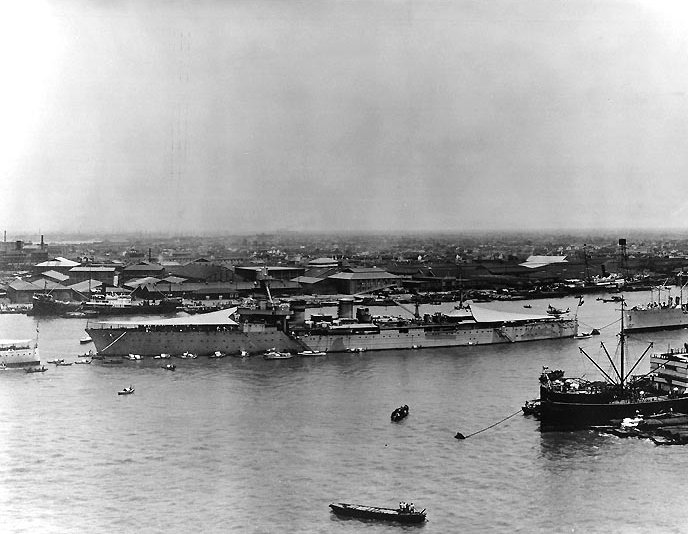
Francouzskou eskadru, která obě jednotky třídy Thonburi potopila, vedl lehký křižník La Motte-Picquet

Obě jednotky byly bojově nasazeny ve francouzsko-thajské válce. Malá francouzská eskadra však dokázala 17. ledna 1941 thajské námořnictvo porazit na hlavu v bitvě u Ko Čangu. Jak Thonburi, tak Sri Ajudhja byly v bitvě potopeny. Obě byly vyzvednuty později téhož roku. Sri Ajudhja znovu vstoupila do služby, ale během potlačení pokusu thajských námořních důstojníků o převrat na konci června 1951, který byl nazván Manhattanská rebelie, byla 1. následujícího měsíce po zasažení a spálení opět potopena. Thonburi byla opravena jen částečně a sloužila jako stacionární cvičná loď do vyřazení 19. června 1959.